# マニセス (陶磁器)

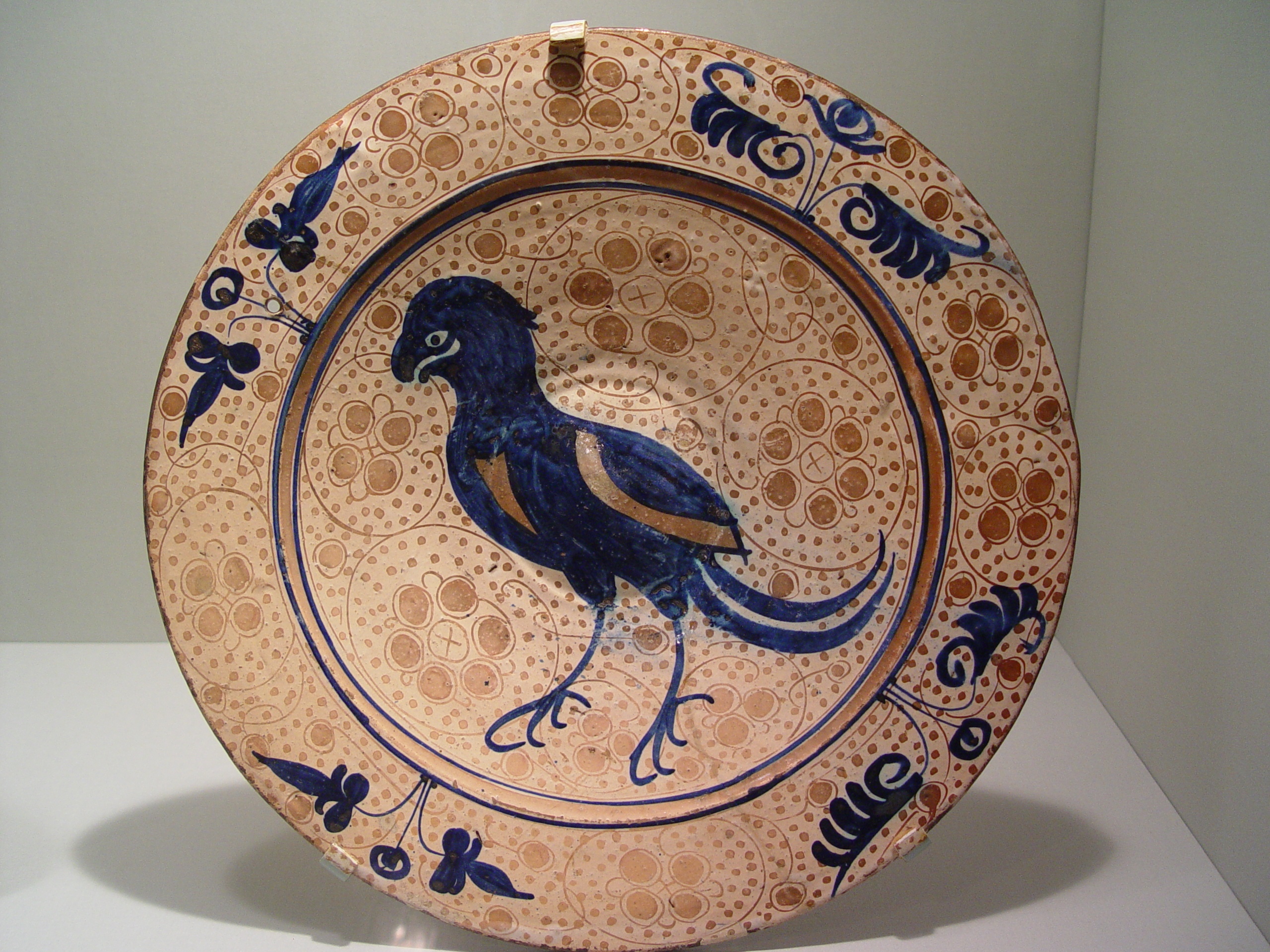
彩釉鳥文皿（1430年-1450年, ロサンゼルス・カウンティ美術館所蔵）

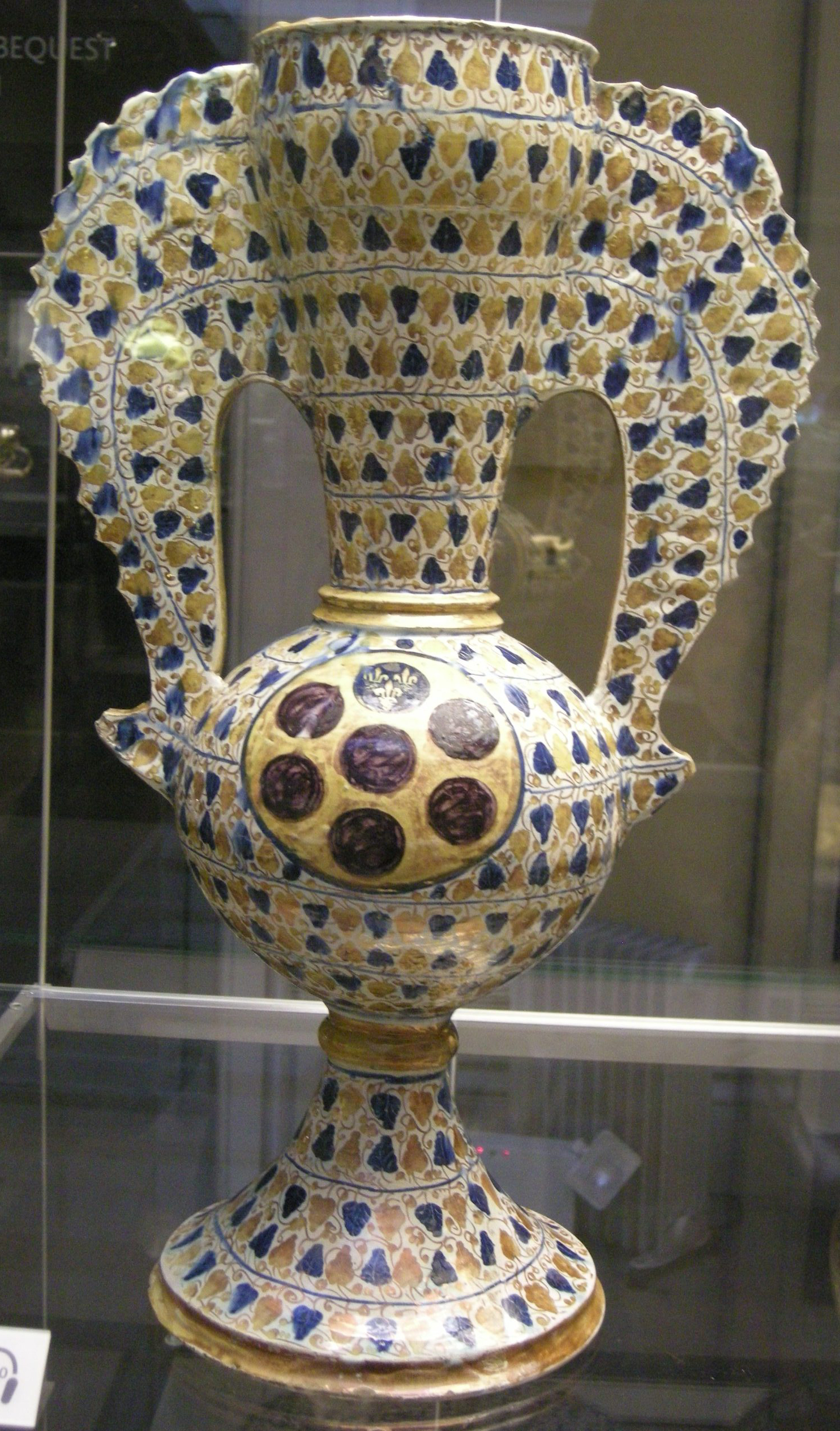
ラスター彩紋章付双耳壺（1465年-1492年, 大英博物館所蔵）

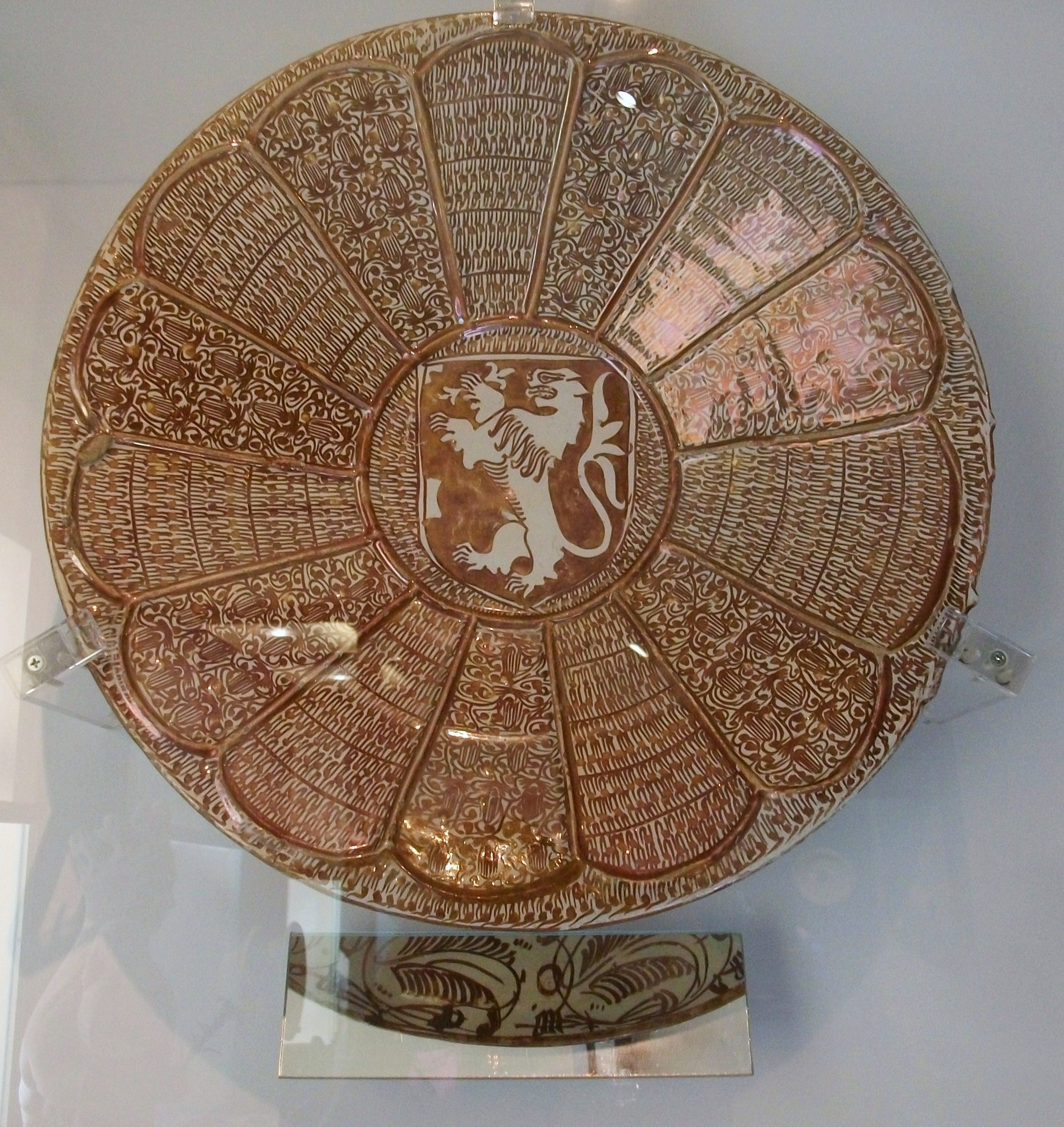
ラスター彩獅子文皿（15世紀-16世紀, ゴンサーレス・マルティ国立陶器・装飾芸術博物館所蔵）

マニセス (Cerámica de Manises) は、スペイン・バレンシア州バレンシア県マニゼスで生産される陶磁器の総称である。マニゼスでは特に14世紀以後に窯業が盛んとなり、さまざまな種類の陶磁器が生産されている。
マニセス陶器やマニセス焼と表記されることがある。自治体のバレンシア語読みはマニゼスだが、マニゼスで生産される陶磁器はスペイン語読みのマニセスとして知られている。

## 概要
マニゼスの主要な産業は工業、特に窯業であり、マニゼス産の陶器はマニセス陶器またはマニセス焼と呼ばれる。マニゼスはスペイン最大の窯場である。中世やルネサンス期には、イスラームの影響を受けたイスパノ＝モレスク陶器（1200年-1800年頃）の最重要生産拠点がマニゼスであり、マニゼス産の陶器はヨーロッパ中に輸出された。スペインにおけるタイルの生産地としては、アンダルシア地方のセビリアと並んで知られている。今日の陶器産業は大企業よりも中小企業が優勢である。産業活動は人口の急激な増加をもたらし、19世紀の間に3倍に達し、20世紀の間に6倍に達した。陶器の生産地は町の東側・北側にある鉄道駅周辺に集中している。

## 歴史

### イスラーム教徒の支配時代
バレンシア地方は粘土が豊富であり、また地中海に面していることから海上交通の便に優れていた。バレンシア地方やカタルーニャ地方では、古代ローマ時代やそれ以前から窯業が盛んだった。後ウマイヤ朝（756年-1031年）の支配下にあった時期から、マニゼスは陶器生産の重要な拠点であったとされ、器形・装飾様式ともにイスラーム様式だった。1229年にジャウマ1世がイスラーム教徒からマヨルカ島を奪還すると、アラブ人によってマヨルカ島を中継地点としていたマラガ＝イタリア航路が閉鎖され、アンダルシア地方マラガ産の陶器はバレンシア港を経由してフランスやイタリアに輸出されるようになった。バレンシア港はキリスト教徒が管理しており、アラブ人が使用する際には租税が発生したため、マラガの陶器産業は少しずつ衰退していった。

### イスパノ＝モレスク陶器（1200年頃-）

#### 初期（1200年頃-1450年頃）
1238年にはジャウマ1世がバレンシア地方をイスラーム教徒から奪還し、13世紀前半にはブイル家（ボイル家）がマニゼス領主の座に就いた。マニゼスではこの後もアラブ人陶工が留まることを許され、その後の窯業の発展に貢献した。ブイル家はアンダルシア地方の特にマラガからラスター彩陶器の技術を導入し、王侯貴族・富豪・教会などから多数の注文を取り付けた。ペレ・ブイル2世はマラガ産陶器をバレンシア港から輸出する貿易独占権を獲得し、マラガの陶工たちがマニゼスに移住しはじめた。マニゼス産の陶器は値段が手ごろでまずまずの品質であり、マラガ産陶器にとって代わったものの、マラガ産陶器の知名度は高く、マニゼス産陶器には「マラガ産」（オブラ・デ・マレーカ）というラベルが貼られて輸出された。中世の資料によると、マニゼスと近隣のパテルナの陶工は合わせて300人に上ったとされており、キリスト教徒による再征服後もマニゼスで活躍したのはアラブ人陶工だった。
マニセス陶器を象徴する青色と黄金色の釉薬が導入されたのは1310年から1315年頃とされている。1320年代にはフランス・ナルボンヌとマヨルカ島の商人がマニゼス産陶器の顧客であり、この頃からマニゼスは国外の市場に姿を見せていたとされるが、マニゼスは1350年代から1370年代に急速に窯場として発展した。1367年にはバルセロナの宮殿やトゥルトーザの砦がマニゼス産のタイルで飾られ、タラゴナのポブレー修道院（1991年世界遺産登録）の床面にもマニゼス産のタイル・モザイクが使用された。マニゼスのタイル職人は1362年にフランスのアヴィニョン教皇庁に赴き、オードワン枢機卿邸の床面を「タイルとマラガ製の彩色陶板ならびに青、白、緑、紫を主とした施釉タイル」で飾った。
イスパノ＝モレスク陶器の窯場は、13世紀末から14世紀後半までの期間にはアンダルシア地方やムルシア地方が中心だったが、これらイベリア半島南部の産地はレコンキスタによる戦禍を被って衰退した。14世紀後半以降にはバレンシア地方のマニゼスとパテルナが中心となり、これらの地域は2世紀以上にわたってイスパノ＝モレスク陶器最大の窯場として栄えた。13世紀後半以後にはパテルナが栄えたが、15世紀になるとマニゼスがパテルナを凌駕した。
この地方では筒型の薬壺（アルバレロ）、大小の皿、鉢、水差し、酒杯、双耳の小碗、塩入れ、燭台、聖水盤など多種多様な陶器が焼かれ、14世紀以前にはアラベスク文様の草花文、生命の樹、ゴシックの四葉文、15世紀以降には葡萄唐草文、王侯貴族の紋章、競い獅子などが装飾された。近隣のパテルナでは顔料の種類や装飾のモチーフなどが異なっており、それぞれ独自の装飾様式を維持することで共存することができた。パテルナ産の陶器はパテルナ陶器として知られている。ブイル家は年間売上高の1/10を受け取っていたとされ、1454年のマニセス陶器の売上高は労働者3,000人分の賃金に等しかったとされている。

#### ムデハル様式（1450年頃-1700年）
15世紀から16世紀末まで、黄金色と青色のラスター彩陶器で知られるマニゼス産の陶器はヨーロッパ中で取引され、特に盛期ルネサンスにはイタリアに大量に輸出された。バレンシア地方やカタルーニャ地方で焼かれた陶器はバレアレス諸島のマヨルカ島に集められ、改めて船積みされてイタリアに向かった。多くの土地でこの陶器は「バレンシア仕事」や「マリョリカ」として知られ、これはマヨルカ島のイタリア語訛りが語源であるとされてきたが、近年ではマラガ産という意味の「オブラ・デ・マレーカ」が転訛したとする説が有力となっている。
アラゴン王室による理解を得られ、マニゼス産の陶器はフランス、イタリア、特に15世紀半ばにはアラゴン王アルフォンソ5世が立派で豪華な宮廷を造ることを目指していたナポリに輸出された。ナポリの王侯貴族はパテルナ陶器やマニセス陶器を愛好し、イタリアの他の宮廷に影響を与えた。15世紀のローマ教皇であるカリストゥス3世とアレクサンデル6世は、バチカン宮殿の大広間に使用するために継続的にバレンシアの産物やタイルを注文した。輸出はシチリア島、ヴェネツィア、トルコ、キプロス島、さらにはフランドル地方やバルト海沿岸諸国にまで広がった。
ヨーロッパ中の宮廷の宮殿がマニゼス産の陶器で装飾された。多くの画家が絵画で宮殿を再現しており、初期フランドル派のフーベルト・ファン・エイクやヤン・ファン・エイクの作品、フィレンツェのウフィツィ美術館にあるフーゴー・ファン・デル・グースの三連祭壇画の中央のパネルなどにマニゼス産の陶器を見ることができる。フィレンツェにはバレンシアに在住していたモリスコのファイアンス焼きが描かれたルネサンスの画家ドメニコ・ギルランダイオのフレスコ画なども存在する。陶器の貿易のためにいくつもの輸出企業が創業した。当初の貿易業者はイタリア人、キプロス人、トルコ人であり、やがてカタルーニャ人とマヨルカ人が加わった。彼らはコッシスと呼ばれる大型の陶器瓶にタイルや陶器製品を慎重に詰め、さらに紐や麦わらをまぶしてから輸送した。積荷を満載した光舟は地元当局に税金を支払い、バレンシア港を出港した。16世紀になると、逆にイタリアの錫釉陶器がスペインの陶器に影響を与えるようになった。

### 近世・近代の停滞と現代
16世紀末から17世紀にはバレンシア地方の窯業が衰退し、カタルーニャ地方のバルセロナがイスパノ＝モレスク陶器製造の中心地となった。1575年以後にはマドリードに近いタラベラ・デ・ラ・レイナが政府の庇護を受けて勃興し、マニゼスをしのぐ繁栄をみた。16世紀末以後にはマニゼスの窯業が停滞したが、19世紀後半にはタイル産地として力強く復活し、新たな市場を開拓した。1914年にはマニゼス陶芸専門学校が設立され、芸術的陶器、磁器、タイルなど、様々な形態の窯業の研究も行っている。20世紀半ばにはホセ・ヒメーノ・マルティネス(スペイン語版)が活躍し、市内のブラスコ・イバニェス通りにはマルティネスの彫像が設置されている。マニゼスでは世界陶磁ビエンナーレが開催されており、2015-2016年大会で12回目を数える。2008年時点でも約20軒の工房で陶器が製造されている。

## マニゼス陶芸専門学校
1914年には、生産工学者のビセント・ビラール・ダビド(スペイン語版)と市長のビセント・モーラ・アレネスによってマニゼス陶芸専門学校(EASCM)が開校した。1916年にはアルフォンソ13世によって国立学校として認可されたが、バレンシア大学に内包されるのではなく、文化省美術総局の直属学校となった。
スペインの民主化後の1985年には、マニゼス陶芸専門学校の管轄がバレンシア州政府に移り、美術、演劇、陶芸、舞踊、デザイン、音楽など様々な分野からなるバレンシア州立芸術教育インスティテュート(ISEACV)に統合された。この学校の陶芸部門は、陶芸を志す学生に専門の学位を与えているスペイン唯一の教育機関であり、マニゼスにはスペインだけでなく世界各国から学生が集まっている。技術科と工芸科からなり、過程は3年間である。

## マニゼス市立陶芸博物館
カサノバ家によってマニゼス市に寄贈された18世紀の邸宅を改修し、1969年にはフランシスコ・ヒメーノ・アドリアン市長の下でマニゼス市立陶芸博物館が開館した。スペイン陶磁器コンクールで受賞した作品や、今日のセラミック国際ビエンナーレで受賞した作品のコレクションなどがあり、アルフォンス・ブラット(カタルーニャ語版)(1904-1970)やアルカディオ・ブラスコ(スペイン語版)の作品などが展示されている。さらに、15世紀から18世紀のタイル、黄金の像、タイルパネル、大衆的な陶器製品、18世紀を模した典型的なバレンシア様式のリビングルーム＝キッチンなど、計2,500点以上の展示物がある。陶芸博物館は1989年に改装・拡張された。